# Seebach (Unstrut)
Der Seebach ist ein etwa  9,5 km langer, rechter Zufluss der Unstrut in Thüringen.

## Geographie

### Verlauf
Als Wilder Graben entspringt er in der Karstquelle Kainspring bei Oberdorla. Zusätzlich nimmt er das Quellwasser des von links kommenden Baches aus dem Kleinen Kainspring und dem Melchiorbrunnen auf. Der Wilde Graben fließt Richtung Osten durch eine Gartensiedlung über Oberdorla nach Niederdorla. Dort zweigt der Mühlbach vom Wilden Graben ab, wobei letzterer den Ort im Süden umfließt. Nachdem beide Arme an den Weihern östlich von Niederdorla wieder zusammenfließen, trägt der Bach den Namen Seebach.
Nach etwa zwei Kilometern fließt ihm von rechts der Singelbach, der die Talsperre Seebach durchfließt, zu. Der Seebach erreicht nun den Ort Seebach, wo er die Bundesstraße 247 unterquert und in die Unstrut mündet.

### Zuflüsse
- Bach aus dem Melchiorbrunnen (links)
- Löhre (rechts)
- Mühlgraben (rechts)
- Singelbach (rechts, siehe Talsperre Seebach)
- Roter Graben (links)